# Serpent

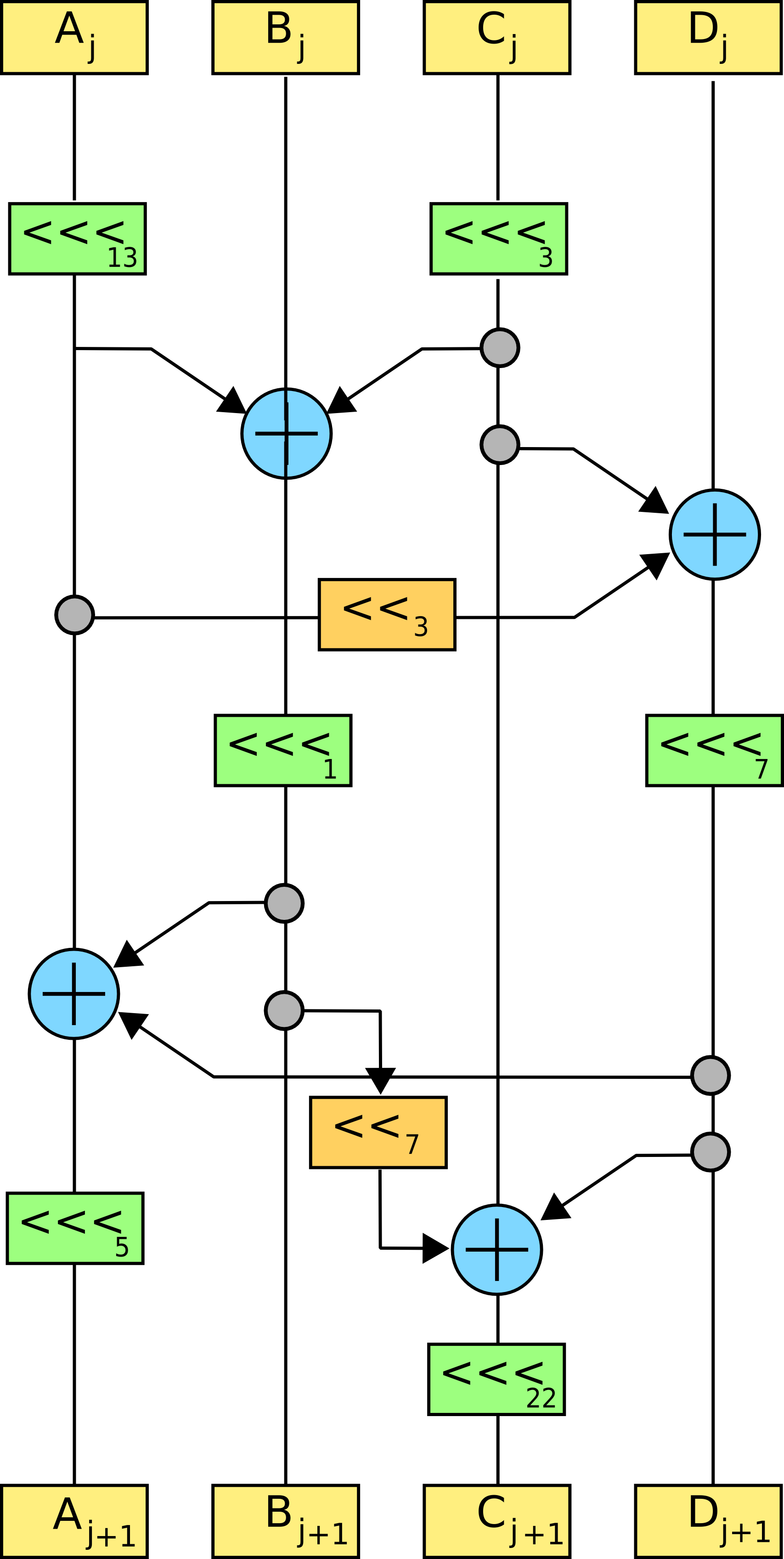
Diagrama da função linear da cifra Serpent, projetada para ter um "efeito avalanche" mais veloz.

Em criptografia, Serpent é um método de cifragem em bloco de chave simétrica que foi um finalista no "AES process", ficando em segundo lugar, atrás do Rijandel, escolhida para compor o padrão AES. O Serpent foi criado por Ross Anderson, Eli Biham, and Lars Knudsen.